# Municipio de Rich Hill (Misuri)
El municipio de Rich Hill (en inglés: Rich Hill Township) es un municipio ubicado en el condado de Livingston en el estado estadounidense de Misuri. En el año 2010 tenía una población de 1406 habitantes y una densidad poblacional de 14,77 personas por km².

## Geografía
El municipio de Rich Hill se encuentra ubicado en las coordenadas 39°50′16″N 93°28′27″O / 39.83778, -93.47417. Según la Oficina del Censo de los Estados Unidos, el municipio tiene una superficie total de 95.21 km², de la cual 94,3 km² corresponden a tierra firme y (0,95 %) 0,91 km² es agua.

## Demografía
Según el censo de 2010, había 1406 personas residiendo en el municipio de Rich Hill. La densidad de población era de 14,77 hab./km². De los 1406 habitantes, el municipio de Rich Hill estaba compuesto por el 82,79 % blancos, el 16,22 % eran afroamericanos, el 0,5 % eran amerindios, el 0,21 % eran asiáticos y el 0,28 % eran de una mezcla de razas. Del total de la población el 1,99 % eran hispanos o latinos de cualquier raza.